# Шлейфер, Савелий Яковлевич
Саве́лий (Цалия) Я́ковлевич Шле́йфер (при рождении Цалель Янкель-Ицикович Шлейфер; фр. Savely Schleifer; 6 (18) октября 1881, Одесса, Российская империя — после 14 сентября 1942, концлагерь Аушвиц, Польша) — российский и французский художник еврейского происхождения.

## Биография
Савелий (Цалель, Цалия) Шлейфер родился 6 октября (по старому стилю) 1881 года в Одессе в семье турецко-подданного (позднее мещанина Подберезенского общества Виленской губернии) Янкеля-Ицика Цаловича Шлейфера (1849—?) и Симы Мовшовны-Мордковны Шлейфер (в девичестве Бортник, 1860—?), дочери балтского мещанина, заключивших брак там же за год до его рождения 4 сентября 1880 года. У него были младшие брат Авраам (1883—?) и сестра Эстер-Цеся (1890).  
В 1903 году окончил Одесское художественное училище, в котором учился с 1894 года, и поехал для продолжения художественного образования в Санкт-Петербург. 5 августа 1905 года в Одессе, будучи учеником Высшего художественного училища, заключил брак с одесской мещанкой Ривкой Тодресовной Гопнер (1881—?); этот брак был расторгнут там же 20 июня 1911 года, когда Цалель Шлейфер был уже студентом Императорской Академии художеств (в 1912 году Ривка Шлейфер повторно вышла замуж).
В 1904—1909 годах формально состоял учеником живописного отделения Высшего художественного училища при Императорской Академии художеств. На самом деле, проучившись там полгода, взял отпуск по болезни, вернулся в Одессу, а оттуда весной или летом 1905 года уехал в Париж, где учился в Академии изящных искусств. В 1907 году исполнил «полную обстановку для „Детей солнца“» Максима Горького.
В 1941 году — заключённый лагеря Руалье в Компьене. Депортирован через Дранси в Освенцим.